# Breakout 2000
Breakout 2000 — игра для приставки Atari Jaguar, трёхмерная версия классической аркады Breakout, в которую можно играть одному или вдвоём.

## Геймплей
Задача в игре осталась той же, что и в оригинале, но проходила игра на трёхмерном поле. Всего нужно было пройти десять различных Фаз игры, каждая из которых состояла из пяти игровых полей. Каждое последующее поле было сложнее предыдущего, а каждая последующая Фаза ещё больше увеличивала уровень сложности и добавляла возможностей в игру.
Так же, как в Арканоиде, в игре были хорошие и плохие бонусы. Среди них неразбиваемые, многоударные и многоярусные кирпичи. Движение мяча было ограничено нижним уровнем многоярусных кирпичей, а после разрушения нижнего кирпича на освободившееся место проваливается кирпич с более высокого яруса. В игре также был режим двух игроков, который позволял двум людям (или человеку и компьютеру) соревноваться в одновременной игре. В данном режиме мяч игрока мог попасть на игровое поле другого игрока и разбивать там кирпичи противника. За такие кирпичи игрок получал двойные очки.
Между фазами игроки могли сыграть в бонусные игры — Трёхмерный Понг или Тренировка Меткости. Эти игры помогали игроку подготовиться к более сложной следующей фазе.

## Восприятие
Обозреватель ST Computer отметил в целом хорошее впечатление, которое производит игра и весёлый игровой процесс, назвав среди недостатков плохое качество звука. Обозреватель Nexgam назвал Breakout 2000 «хорошей игрой на 5 минут».